# John Simons
John Philip Simons (* 20. April 1934) ist ein englischer Chemiker (Fotochemie).
Simons studierte an der Universität Cambridge und dem Bachelor-Abschluss 1955 und wurde bei Ronald George Wreyford Norrish promoviert. Danach war er an der University of Birmingham 1960 als ICI Fellow und wurde 1975 Reader und 1979 Professor für Fotochemie. 1981 wurde er Professor für Physikalische Chemie an der University of Nottingham und 1993 Dr. Lee´s Professor für Chemie an der Universität Oxford und Fellow des Exeter College. 1999 wurde er emeritiert.
Simons untersuchte die Dynamik photochemischer Reaktionen mit einem Hochgeschwindigkeitsrotor und gekreuzten Molekularstrahlen mit Überschallgeschwindigkeit.
Er war ein Pionier Doppler-aufgelöster polarisierter Laserspektroskopie, womit er dreidimensionale Bilder molekularer Reaktionen erhielt (Stereodynamik). Außerdem kombinierte er Infrarot- und UV-Laserspektroskopie und quantenmechanische Modellrechnungen um die dreidimensionale Struktur und Wechselwirkung kleiner Biomoleküle (besonders Kohlenhydrate und Peptide) frei von äußeren Störungen der Umgebung zu untersuchen.
2007 erhielt er die Davy-Medaille und er war seit 1989 Fellow der Royal Society, deren Rat er 1999 bis 2000 angehörte, und seit 1979 Fellow der Royal Society of Chemistry. Er war Sekretär und 1993 bis 1995 Präsident der Faraday Division der Royal Society of Chemistry. Er war Tilden (1983), Polyani (1996), Spiers (1999) und Liversidge (2007) Lecturer der Royal Society of Chemistry sowie 1993 Chemical Dynamics Lecturer, war Davy Lecturer der Royal Society (2001) und war Miller Professor an der University of California, Berkeley. 2002 wurde er Ehrendoktor (D.Sc.) der University of Birmingham. 1997 wurde er Ehrenbürger von Toulouse.